# Fritillaria legionensis
Fritillaria legionensis är en liljeväxtart som beskrevs av Felix Llamas och J.Andrés. Fritillaria legionensis ingår i Klockliljesläktet och i familjen liljeväxter.
Artens utbredningsområde är Spanien. Inga underarter finns listade.